# Oscar Heisserer
Oscar Heisserer (Schirrhein, Bas-Rhin, 18 juillet 1914 - Strasbourg, 7 octobre 2004) est un footballeur français. Il fut 7 fois capitaine de l'équipe de France et sélectionné 25 fois. Il fut notamment sélectionné pour disputer la Coupe du monde 1938 en France. Il est considéré comme le meilleur joueur alsacien de tous les temps.

## Biographie
Il débute au FC Bischwiller où il se fait remarquer en enlevant deux titres consécutifs de champion d'Alsace (1933 et 1934). Il rejoint ensuite les rangs professionnels au RC Strasbourg en 1934. En 1938, il est transféré au Racing club de Paris considéré à l'époque comme l'un des meilleurs club de France et y remporte 3 Coupes de France (1939, 1940 et 1945).
En 1938 lors de la coupe du monde en France, il est l'un des piliers des bleus avec Jean Nicolas, et malgré son but à la dixième minute, l'équipe est éliminée (1-3) en quart de finale face à l'Italie. Son match le plus mémorable en équipe de France fut celui contre l'Angleterre le 26 mai 1945 à Wembley où il égalisa (2-2). Le milieu de terrain alsacien marqua 8 buts avec l'équipe de France.
Pendant la Seconde Guerre mondiale, au moment de l'annexion de l'Alsace-Moselle par les nazis en 1940, les Allemands lui propose de devenir entraineur de l'équipe d'Allemagne. Il refuse et subit de multiples pressions pour participer à la propagande nazie. Il reste inflexible, sa notoriété le protège. En 1943, il est menacé d'être incorporé de force dans la Wehrmacht s'il ne cède pas. Il décide de fuir en Suisse. Pour protéger son épouse enceinte, il fait croire, avec la complicité de ses amis, qu'il s'est enfui avec une danseuse. Son épouse demande le divorce pour crédibiliser son alibi. Avec l'aide de son coéquipier Léon Vuillard, il prend l'identité d'un mort et devient Louis-Henri Malaisé. Il rejoint la Suisse par Nancy. En août 1944 il se rend à Pontarlier et s'engage dans l'armée française et participe à la libération de l'Alsace. Pendant son absence sa fille Francine née. Pour la protéger sa femme annonce qu'elle est la fille d'un officier allemand. A la libération Oscar Heisserer se remarie une deuxième fois avec son épouse et reconnait sa fille. Son plus grand regret fut cette période de conflit qui lui prit selon lui ses meilleurs années.
En 1949 il décide de tirer un trait sur sa carrière jusqu'à ce qu'il devienne le premier entraîneur de l'Olympique lyonnais en 1950. Il rechaussera les crampons à l'âge de 38 ans et marqua son dernier but en Division 1. Après s'être retiré définitivement du football en 1954, il retournera à Strasbourg et restera proche de son club et de son stade, la Meinau.

## Carrière joueur
- 1932-1934 : FC Bischwiller ( France)
- 1934-1938 : RC Strasbourg ( France)
- 1938-1940 : Racing Club de Paris ( France)
- 1940-1943 : RC Strasbourg ( France)
- 1943-1944 : Paris-île de France
- 1944-1945 : Paris-Capitale ( France)
- 1945-1949 : RC Strasbourg ( France)
- 1949-1950 : Lyon olympique universitaire ( France)
- 1950-1952 : Olympique lyonnais ( France)

## Palmarès joueur
- Vainqueur de la Coupe de France 1939, 1940 et 1945 avec le RC Paris
- Champion de France Division 2 (entraineur-Joueur / 2 matches & 1 but comme joueur) 1951 avec Olympique Lyonnais

- 25 sélections en équipe de France (8 buts)

## Carrière entraîneur
- 1950-1954 : Olympique lyonnais ( France)
- 1955-1956 : RC Strasbourg ( France)